# NGC 5362
NGC 5362 est une galaxie spirale située dans la constellation des Chiens de chasse. Sa vitesse par rapport au fond diffus cosmologique est de 2 364 ± 13 km/s, ce qui correspond à une distance de Hubble de 34,9 ± 2,5 Mpc (∼114 millions d'al). NGC 5362 a été découverte par l'astronome germano-britannique William Herschel en 1787.
La classe de luminosité de NGC 5362 est II et elle présente une large raie HI.
À ce jour, 11 mesures non basées sur le décalage vers le rouge (redshift) donnent une distance de 29,991 ± 3,936 Mpc (∼97,8 millions d'al), ce qui est à l'intérieur des valeurs de la distance de Hubble. Notons cependant que c'est avec la valeur moyenne des mesures indépendantes, lorsqu'elles existent, que la base de données NASA/IPAC calcule le diamètre d'une galaxie et qu'en conséquence le diamètre de NGC 5362 pourrait être d'environ 24,3 kpc (∼79 300 al) si on utilisait la distance de Hubble pour le calculer.

## Groupe de NGC 5383
Selon A.M. Garcia, la galaxie NGC 5362 fait partie du groupe de NGC 5383. Ce groupe de galaxies compte au moins quatre membres. Les trois autres galaxies du groupe sont NGC 5353, NGC 5353 et NGC 5383.
D'autre part, Abraham Mahtessian place ces quatre galaxies dans un autre groupe, celui de NGC 5371, un groupe également mentionné par Garcia.
La galaxie au sud de NGC 5362 est PGC 4074750. La distance de Hubble de cette galaxie est égale 34,83 ± 2,45 Mpc (∼114 millions d'al). Elle est donc au centième près à la même distance que NGC 5362. Il faut donc l'ajouter au groupe de NGC 5383. Un gros plan sur cette région montre que NGC 5362 est clairement en avant de PGC 4074750. Ces deux galaxies forment donc une paire de galaxies qui sont fort probablement en interaction gravitationnelle.